# Elezioni statali in Assia del 2018
Le elezioni statali in Assia del 2018 si sono tenute il 28 ottobre e hanno rinnovato i 137 membri del Landtag dell'Assia.

## Risultati elettorali
|             |                                                |               |                      |                      |                     |                     |                  |                      |                      |                     |                     |                            |                            |
| Partito     | Partito                                        | Liste dirette | Liste dirette        | Liste dirette        | Liste dirette       | Liste dirette       | Liste partitiche | Liste partitiche     | Liste partitiche     | Liste partitiche    | Liste partitiche    | Seggi totali (cambiamento) | Seggi totali (cambiamento) |
| Partito     | Partito                                        | Voti          | Voti % (cambiamento) | Voti % (cambiamento) | Seggi (cambiamento) | Seggi (cambiamento) | Voti             | Voti % (cambiamento) | Voti % (cambiamento) | Seggi (cambiamento) | Seggi (cambiamento) | Seggi totali (cambiamento) | Seggi totali (cambiamento) |
|             | Unione Cristiano-Democratica di Germania (CDU) | 843 068       | 29,3%                | 13,4%                | 40                  | 1                   | 776 910          | 27,0%                | 11,3%                | 0                   | 6                   | 40                         | 7                          |
|             | Alleanza 90/I Verdi (Grünen)                   | 517 904       | 18,0%                | 8,7%                 | 5                   | 5                   | 570 512          | 19,8%                | 8,7%                 | 24                  | 10                  | 29                         | 15                         |
|             | Partito Socialdemocratico di Germania (SPD)    | 670 637       | 23,3%                | 11,8%                | 10                  | 4                   | 570 446          | 19,8%                | 10,9%                | 19                  | 4                   | 29                         | 8                          |
|             | Alternativa per la Germania (AfD)              | 362 210       | 12,6%                | 11,2%                | 0                   | Stabile             | 378 692          | 13,1%                | 9,0%                 | 19                  | 19                  | 19                         | 19                         |
|             | Partito Liberale Democratico (FDP)             | 205 384       | 7,1%                 | 4,1%                 | 0                   | Stabile             | 215 946          | 7,5%                 | 2,5%                 | 11                  | 5                   | 11                         | 5                          |
|             | La Sinistra (Die Linke)                        | 164 535       | 5,7%                 | 0,5%                 | 0                   | Stabile             | 181 332          | 6,3%                 | 1,1%                 | 9                   | 3                   | 9                          | 3                          |
|             |                                                |               |                      |                      |                     |                     |                  |                      |                      |                     |                     |                            |                            |
|             | Altri                                          | 109 332       | 4,0%                 | ?                    | –                   | –                   | 187 423          | 6,5%                 | ?                    | –                   | –                   | –                          | –                          |
| Totale voti | Totale voti                                    | 2 873 070     | –                    | –                    | 55                  | –                   | 2 881 261        | –                    | –                    | 82                  | –                   | 137                        | 27                         |